# پریسیان
پریسیان (به صربی: Prisjan) یک منطقهٔ مسکونی در صربستان است که در پیروت واقع شده‌است. پریسیان ۱۴۳ نفر جمعیت دارد.